# Xures
Xures település Franciaországban, Meurthe-et-Moselle megyében. Lakosainak száma 92 fő (2022. január 1.). Xures Lagarde, Moncourt, Coincourt, Emberménil és Mouacourt községekkel határos.

## Népesség
A település népessége az elmúlt években az alábbi módon változott:
| Lakosok száma | 173  | 104  | 132  | 125  | 115  | 112  | 106  | 103  | 96   | 92   |
|               | 1968 | 1990 | 2006 | 2011 | 2015 | 2016 | 2018 | 2019 | 2021 | 2022 |